# Brutus vs César
Pour plus de détails, voir Fiche technique et Distribution.
Brutus vs César est un film français écrit et réalisé par Kheiron, et sorti en 2020 sur Prime Video.
Le film suit Brutus, le fils que César a eu avec Diana. Ce dernier n'a jamais voulu de lui. Brutus vit en conséquence dans la rue à Rome. Il rejoint deux sénateurs, Cassius et Rufus, dans un complot qui vise à tuer César. Malheureusement, Brutus est très maladroit et l'attentat échoue. Il se retrouve avec d'autres condamnés à mort dans une arène à combattre des gladiateurs. Contre toute attente, trois condamnés à mort survivent : Spartacus, Albana et Brutus. César est obligé de les gracier, mais il envoie Brutus dans la légion romaine qui combat un petit village gaulois qui résiste aux Romains.

## Synopsis
Lors d'une ses campagnes, César (Ramzy Bedia) tombe amoureux de Diana et lui donne un fils, Brutus (Kheiron). Sa mère meurt peu de temps après et César, qui n'a jamais voulu d'enfant, le chasse de Rome. Ayant grandi, Brutus vit depuis aux abords de la ville et raconte son histoire à qui veut l'entendre via un spectacle de guignols.
Au même moment, César rentre de Gaule où il a capturé Vercingétorix (Youssef Hajdi) et explique au Sénat que, dépourvu de chef, les Gaulois seront bientôt de l'histoire ancienne. Son attitude ne fait pas que des envieux notamment les sénateurs Rufus (Thierry Lhermitte) et Cassius (Gérard Darmon) qui trouvent que leur chef est devenu imbu de lui-même, intolérant et enferme quiconque lui déplaît. La nuit même, avec d'autres sénateurs, ils fomentent un complot pour se débarrasser de lui. C'est à ce moment que Brutus arrive, en croyant qu'il s'agit d'une soirée "Compote". Comprenant ce qu'ils projettent de faire, Brutus court jusqu'au palais pour avertir son père mais se ravise au dernier moment en voyant son attitude. Les Sénateurs, heureux de son retour, lui expliquent que le Sénat est le seul endroit où César est vulnérable car le port d'arme est interdit. Désigné pour porter le premier coup, Brutus sort sa dague mais marche sur sa toge et est envoyé aux cachots. Malgré l'intervention de Rufus et Cassius, Brutus échoue à s'échapper et est envoyé se battre contre des gladiateurs avec d'autres détenus. Paralysés par la peur, deux d'entre eux, Spartacus (Artus) et Albana (Lina El Arabi) croient qu'il fait face à leurs adversaires et se battent à ses côtés. Les gladiateurs défaits, César leur accorde la liberté à l'exception de Brutus, qu'il envoie en Gaule pour renforcer ses garnisons qui se battent contre un petit village. 
En Gaule, les conditions sont rudes et les sorties pour attaquer les gaulois se soldent par de nombreux morts. Les soldats sont lassés et espèrent juste pouvoir rentrer chez eux. Brutus, qui sert d'homme à tout faire, devient ami avec un des légionnaires, Claudius (Marc Zinga) et le sauve d'une amputation. Ce dernier apprend qu'il est le fils de César et bientôt, tout le camp tente d'améliorer sa vie dans l'espoir qu'il puisse intercéder en leur faveur auprès de son père. À Rome, Rufus et Cassius croisent Vercingétorix (devenu Versus) qui leur avoue s'être fait capturer contre une grosse somme d'argent et pouvoir vivre à Rome. En réalité, César n'a pas réglé la situation en Gaule et si les Gaulois s'unissaient, ce serait la fin de l'Empire. 
Au camp, Brutus avoue bêtement au Centurion Décimus (Pascal Demolon) que son père le déteste et qu'il a tenté de le tuer. La garnison l'oblige donc à se battre seul contre les gaulois et Brutus se fait capturer. D'abord considéré comme un ennemi, les gaulois l'accueillent chaleureusement en apprenant ce qu'il a fait. Brutus fait également la rencontre d'Alorix (Pierre Richard) , Efna (Reem Kherici) , la cheffe du village qui croit comme tous les autres gaulois que Vercingétorix, son mari et chef, est mort en héros. Il y retrouve aussi Albana qui a vanté ses louanges auprès des autres villages et qui est tombé amoureuse de lui. Cela n'échappe pas à Claudius, qui, pris de remords, est venu en éclaireur. Croyant qu'il pactise avec l'ennemi, Décimus se rend au Sénat et obtient de César des hommes supplémentaires pour tuer son fils. De leur côté, Rufus et Cassius partent en Gaule pour aller chercher Brutus en ayant échoué à faire de Spartacus son remplaçant dans la rébellion. 
Sur place, Brutus leur apprend qu'il va se marier avec Albana. Vercingétorix, ayant dépensé tout son argent, est contraint d'aider les Romains et la quasi-totalité du village est envoyée au camp pour être réduite esclavage. Seuls Rufus, Cassius, Brutus, Alorix et Efna en réchappent. Brutus qui a appris la vérité sur Vercingétorix l'apprend à Evna qui compte se venger et crée une coalition gauloise pour attaquer le camp. Brutus, paré de l'armure de Vercingétorix se rend au camp et les romains, troublés, ouvrent les portes. Des gaulois surgissent de toutes parts et libérent leurs compatriotes. 
À l'issue de la bataille, les tribus gauloises s'allient, Brutus se marie avec Albana et décide de renvoyer Décimus à Rome pour qu'il délivre un message. Malheureusement, au lieu de demander à César de laisser la Gaule tranquille, Brutus se trompe et dit vouloir "tuer Rome". César décide donc d'envoyer toutes ses légions pour raser le pays.

## Fiche technique
- Titre original : Brutus vs César
- Réalisation et scénario : Kheiron
- Photographie : Lucas Leconte
- Direction artistique : Mobsitte Saad
- Décors : Stanislas Reydellet
- Musique : Luc Leroy et Yann Macé
- Montage : Yann Malcor et Sarah Perrain
- Production : Simon Istolainen
- Société de production : Paiva Films et Les Films du Centaure
- Société de distribution : Amazon Prime
- Pays d'origine :  France
- Langue originale : Français
- Genre : aventure, comédie, historique
- Durée : 87 minutes
- Budget : 8,500,000 euros[1]
- Date de sortie : 
  - France : 17 septembre 2020 en vidéo à la demande sur Amazon Prime[2]

## Distribution
- Kheiron : Brutus[2]
- Ramzy Bedia : César
- Thierry Lhermitte : Rufus
- Gérard Darmon : Cassius
- Reem Kherici : Efna
- Pierre Richard : Alorix
- Marc Zinga : Claudius
- Artus : Spartacus
- Lina El Arabi : Albana
- Eye Haïdara : Antonia
- Bérengère Krief : Erell
- Issa Doumbia : Lucius
- Pascal Demolon : Décimus
- Laura Laune : Aula
- Youssef Hajdi : Vercingétorix
- Guillermo Guiz : Apius
- Jérémy Ferrari : Gaïus
- Antoine Bertrand : Medicus
- David Salles : Publius

## Production
Tourné à Ouarzazate puis Casablanca, « Brutus VS César » est produit par Paiva Films et co-produit par Orange studio et France 2 cinéma. Le tournage s’est achevé le 3 août 2019. 

## Accueil

### Sortie
La sortie en salles du film est initialement annoncée le 1er juillet 2020, puis décalée à la suite du développement de la pandémie de Covid-19. Le film est finalement diffusé directement sur la plate-forme de vidéo à la demande Amazon Prime à compter du 17 septembre 2020.

### Accueil (critique et spectateurs)
Pour L'Écran large, Brutus vs César résume "un triste et terrible crash comique, instantanément ringard, et qui déborde d'incompétence de tous les côtés".
Pour Le Monde, le film de l'humoriste est simplement désolant : "scénario inepte, mise en scène désinvolte, acteurs peu convaincus et guère convaincants".
Du côté du magazine de cinéma Première, l'accueil n'est pas plus tendre : "On se retrouve ici dans du sous-Peplum. [...] La parodie et le burlesque ne supportent pas l’à peu près."
Sur internet, le film reçoit un accueil dans l'ensemble très négatif de la part de vidéastes et de chaînes Youtube consacrées au cinéma ainsi que des utilisateurs de sites tels que Senscritique ou Allociné, où il est perçu comme l'un des pires films de l'année.